# 竹内アンナ
竹内 アンナ（たけうち アンナ、1998年4月25日 - ）は、日本のシンガーソングライター。アメリカ合衆国ロサンゼルス生まれ・京都府育ちで、現在は東京都在住。

## 経歴
米・ロサンゼルスで出生した後、5歳の時に京都へ移り住む。中学1年生の頃から曲を作り始め、ライブハウスでオリジナル曲を披露したことをきっかけにシンガーソングライターの道を志す。
2018年3月に開催された米・テキサス州オースティンの大型フェス「SXSW 2018」に19歳で出演すると、全米7都市を回る「Japan Nite US tour 2018」にも参加し、ライブ会場で200枚近くのCDを販売した。その後、アメリカ合衆国のみで販売していた『alright』を地元である関西のCDショップ限定でリリース。表題曲「alright」は全国のラジオ局でプッシュされた。
2018年8月8日、テイチクエンタテインメントのIMPERIAL RECORDSから、メジャーデビューEP「at ONE」を発売。再収録された「ALRIGHT」は全国22ラジオ局のパワープレイを獲得し、デビュー直後8月18日には『Love music』（フジテレビ）に出演。バックバンドにScoobie Do、UNCHAIN、黒猫チェルシーのメンバーを従えていることも話題になった。
2019年1月23日、2nd EP「at TWO」を発売。収録曲の「Free! Free! Free!」がサブスクリプションで支持を受け多くのプレイリストで共有される。4月6日、恵比寿ザ・ガーデンホールで行われたMARTIN ACOUSTIC LIVE FES「Rebirth Tour 2019」に出演。ギタリスト斎藤誠、鈴木茂、小倉博和、高野寛、中シゲヲ、馬場俊英と共演。4月12日、初めて東京で行われるバンドワンマンTSUTAYA O−nest公演のチケットが即日完売。4月25日には代官山SPACE ODDでの追加公演が発表された。6月26日、3rd EP「at THREE」を発売。7月28日に「20 -TWENTY-」で『シブヤノオト』（NHK総合）に WONK、YOSHI、THE CHARM PARK、ザ・コインロッカーズらと出演。8月、同世代のシンガーソングライターである坂口有望、崎山蒼志と共にライブイベント「メッチャドスエダモンデ」を共同企画し、東京都・渋谷のduo MUSIC EXCHANGEにて開催した。9月27日、シンガーソングライター堂島孝平からのオファーにより“堂島孝平 with 竹内アンナ“名義で「やや群青」をリリース。11月に行われた堂島のツアー広島公演にもゲスト出演した。また2019年はこの他に、「ARABAKI ROCK FEST」や「WILD BUNCH FEST」、「RADIO CRAZY」など国内の主要フェスにも出演し始め、年間70本近くのライブを行った。
2020年3月18日に1stフルアルバム『MATOUSIC』を発売。収録曲「RIDE ON WEEKEND」は有村架純主演のドラマ『有村架純の撮休』（WOWOWプライム）の主題歌として書き下ろされた。同曲は通常のミュージックビデオの他にもツアーメンバーとのリモートセッション映像や、竹内自ら撮影した動画にファンから募集した写真を使用した映像など、新型コロナウイルス感染症の感染拡大下におけるステイホーム期間に製作されたビデオも数種公開されている。デビューから2年に当たる8月8日には、竹内のかねてからの希望により『MATOUSIC』がアナログ化されレコードリリースされた。10月7日、4th EP『at FOUR』を発売。収録曲「Love Your Love」は『SAISON CARD TOKIO HOT 100』（J-WAVE）内「MUSIC LOVERS ONLY PROJECT」キャンペーンソングとして、「+imagination」は『セブンルール』（関西テレビ）のインフォマーシャルソングとしてそれぞれ書き下ろされた。また、「Striking gold」はイギリスのR&BバンドMamas GunのフロントマンAndy Plattsとの共作。なお、KinKi Kids、伊藤美来など、他アーティストへの楽曲提供を立て続けに行った。
2022年3月、2ndアルバム『TICKETS』を発売。リリースに向けて、同年1月より3月まで毎週木曜21時にYouTube LIVE「at THRSDAY」を配信しアルバムの情報などを解禁していた。同年8月にはデビュー4周年を記念して「竹内アンナ デビュー4周年記念Special生配信」をYouTubeにておこなった。9月からは火曜21時（不定期）に「at TUESDAY」と題して配信をおこなっている。
2024年3月1日から20日まで自身初となるビルボードツアー『竹内アンナ Billboard Live Tour 2024』を東京・大阪・横浜で開催。また3月20日にフルアルバムとしては2年ぶりとなる3rdアルバム『DRAMAS』を発売した。7月6日にはメジャーデビュー5周年記念アーリー・ベスト・ワンマンライブ『THE BEST DRAMAS 2018-2024』を東京・恵比寿ザ・ガーデンホールにて開催。また翌7日には、5周年記念ワンマンライブの後夜祭として、トークイベント『THE BEST DRAMAS "After Talk live"』を東京・LOFT9 Shibuyaにて開催。司会として幹葉（スピラ・スピカ）が出演した。
2025年3月29日、2021年にスタートして以来、毎年恒例となっている弾き語りライブ『atELIER』（読み：アトリエ）をヒューリックホール東京にて開催。ゲストとして、幹葉（スピラ・スピカ）、佐藤まりあ（フィロソフィーのダンス）、竹内朱莉が出演した。
6月20日放送の「ミュージックステーション」に初出演。「#1090（松本孝弘）」をベースに、「I Want You Back（The Jackson 5）」～ 「ALRIGHT」をメドレーで披露。曲中では共演者達の楽曲タイトルを歌詞に織り込んだ。

## 人物
- 親の影響で、幼少期よりビートルズやアース・ウィンド・アンド・ファイアー（EW&F）といった70年代・80年代の音楽に触れていた。中でもEW&Fの「September」を自らの音楽の原点として挙げている[4][22]。この頃、サッカーや水泳、乗馬などの習い事もやっていたが1年ぐらいでやめてしまったと語っている[23]。
- 小学6年生の時にBUMP OF CHICKENの「カルマ」を聴いたことをきっかけに演奏することに興味を抱き、その後ジョン・メイヤーのパフォーマンスに衝撃を受けたことから、本格的にギター演奏に力を入れるようになった[2][4]。中学1年生から現在に至るまで、ギタリストの中村大輔から譜面の書き方や礼儀などを教わっており、彼は師匠に当たる人物だと語っている[23]。
- もともとブラックミュージックを好んで聴いており、ギターを練習するにあたってはジャズやブルースのカバーから始めた[4]。ブラックミュージックからのインプットは現在進行形で楽曲に活かされているという[4][24]。
- デビュー以来「EPシリーズ」と称したEPの制作を中心に活動している[25]。リリース順に『at（数字）』とタイトルが付けられているが、「at」は自身のイニシャル（Anna Takeuchi）から取ったものである[25]。また、同シリーズでは洋楽のカバー曲が収録されるのが恒例となっている[24]。
- アコースティックギターはMartin・OMJM（ジョン・メイヤーモデル）をメインにMartin・00-18、Martin Anna Takeuchi Custom、Martin 000C Nylon、Martin D-X2E 12Stringsを使用する。ソロでのライブは一般的な弾き語りだけでなく、BOSS・RC−505やRoland・SP−404SXなど多くの機材を使用してトラックをコントロールしつつリアルタイムでギターのループを組んでいくスタイルも得意とする[26][27][28][29][30][31]
- エレクトリックギターは主にGibson・ES-335（セミアコースティックギター）を使用する。このギターに本人がつけた愛称は「ベビたん」[32][33]。その他、Gibson・レスポールやFender・Acoustasonic Player Telecasterを所有する[34]。
- 身長157.3cm[35]。

### 交流・趣向
- 仲の良いミュージシャンとして同世代のバンドFAITHを上げることが多い。また同じ事務所のスピラ・スピカのボーカル幹葉とは一緒にインスタライブも行った[36]。『60TRY部』（ラジオ日本）へのゲスト出演をきっかけに竹内朱莉とも仲が良い[37]。

- 学生時代の先輩には静岡エフエム放送の鈴木愛実がいる[38]。
- アパレルブランド「TENDER PERSON」を愛好している[25]。
- 好きな食べ物はしょうが焼き[39]。
- 音楽以外にも多趣味であり、特にゲーム・漫画・アニメに造詣が深い[25]。『化物語』への愛着からインスタライブで「恋愛サーキュレーション」をカバーした。『鬼滅の刃』のファンでもあり、お気に入りのキャラクターは時透無一郎[25]。その他、『明治東亰恋伽』[40]、『PSYCHO-PASS サイコパス』、『アイドリッシュセブン』、『富豪刑事 Balance:UNLIMITED』[41]などのファンである。
- 芦沢ムネトが教頭を務めていた頃の『SCHOOL OF LOCK!』（TOKYO FM）のリスナーで、逆電に出た事がある[38]。
- ツアー中に仙台空港で見つけたアザラシのぬいぐるみがお気に入りで「もちお」という名前を付けている[42]。ライブによく携行しており、SNS上では開場前の会場の様子を写した画像にたびたび登場する。
- 大のK-POP好きで（主に女性グループ）、少女時代のファンミーティングに参加したり[43]、aespa、BLACKPINKのライブを観に行っている[44][45]。また、ラジオ番組のTWICE特集に出演したり[46]、2023年2月に出演した『Love music』（フジテレビ）では同じ日に出演したLE SSERAFIMのファンであることを語っている[47]。
- ロケで博物館明治村を訪れたことをきっかけに近代建築に強く興味を持つようになった[48][49]。中でも東京都庭園美術館がお気に入りで[50]年間パスポートを所有している。またその趣味が発端となり、近代建築をライブ会場とするatELIERツアーが開催されるようになった。

## 評価
- 安田レイは新曲リリースの特別インタビュー内にて、おすすめのアーティストに竹内の名を挙げ「曲もすごくポップでキャッチーで聴いていてとても楽しいです！大注目の子なのでぜひ先取りして聴いてみてください！」とコメントしている[51]。
- 宇多丸（RHYMESTER）はパーソナリティを務める『アフター6ジャンクション』（TBSラジオ）にゲスト出演し生演奏を行なった竹内の演奏技術について「ライブで観るとこの人は売れるな、間違いないなと思いました」と感想を述べた[52]。
- 漫画家、イラストレーターの江口寿史はInstagramで「最近のお気に入り」と『MATOUSIC』を投稿している[53]。
- 業界内外から音楽的信頼が厚い直枝政広（カーネーション）は「『有村架純の撮休』を見て、音楽もハマってるなぁ」とツイート[54]。 後日、「どハマりしてついに購入。竹内アンナ『MATOUSIC』最高！！とことん打ちのめされました」ともアップしている[55]。
- レーベルの先輩でもある日高央は竹内の音楽性を評価し、インストアやワンマンにも顔を出していることをSNSで発信している[56][57]。
- 堂島孝平は竹内が参加した「やや群青」について「彼女の歌声によって、この曲の持つ”滲み”はより遠くまで広がりました。最高」とコメント。また「ニューアルバムの象徴の1曲」とも説明した[58]。
- 大塚愛のInstagramでは「愛すべき能ある魅女達。」と題した投稿でツーショット写真が紹介されている[59]。
- 水野良樹（いきものがかり）は自身がMCを務める「SONAR MUSIC」（J-WAVE）で竹内が「TOKYO NITE」を生演奏をした際に「めっちゃリズムがいい！」と大絶賛した[60]。
- 「I My Me Myself」にエレキギターリストとして参加したシンガーソングライターの崎山蒼志は「とにかくポップで格好いい最高の曲です…… 。こんなにも素敵な楽曲の製作に少しでも携われたことを幸せに思います。」とコメントしている[61]。

## ディスコグラフィ

### 配信限定シングル
| 発売日         | タイトル                                   | 規格     | レーベル         | 収録アルバム | 備考     |
| -------------- | ------------------------------------------ | -------- | ---------------- | ------------ | -------- |
| 2018年5月15日  | alright                                    | デジタル | IMPERIAL RECORDS |              | [ 注 2 ] |
| 2019年11月27日 | B.M.B                                      | デジタル | IMPERIAL RECORDS | MATOUSIC     |          |
| 2020年2月19日  | I My Me Myself                             | デジタル | IMPERIAL RECORDS | MATOUSIC     | [ 注 3 ] |
| 2020年12月25日 | Free! Free! Free! - From THE FIRST TAKE    | デジタル | IMPERIAL RECORDS |              |          |
| 2021年6月26日  | ALRIGHT -Acoustic Session-                 | デジタル | IMPERIAL RECORDS |              |          |
| 2021年7月10日  | SUNKISSed GIRL -Acoustic Vacation-         | デジタル | IMPERIAL RECORDS |              |          |
| 2021年7月24日  | Love Your Love -Acoustic Motion-           | デジタル | IMPERIAL RECORDS |              |          |
| 2021年8月8日   | ICE CREAM.                                 | デジタル | IMPERIAL RECORDS | TICKETS      |          |
| 2021年11月10日 | Now For Ever (with AFRO PARKER)            | デジタル | IMPERIAL RECORDS | TICKETS      |          |
| 2022年4月16日  | Hand in Hand                               | デジタル | IMPERIAL RECORDS |              |          |
| 2022年7月2日   | 泡沫SUMMER                                 | デジタル | IMPERIAL RECORDS |              |          |
| 2022年9月28日  | あいたいわ                                 | デジタル | IMPERIAL RECORDS |              |          |
| 2022年10月26日 | made my day feat. Takuya Kuroda / Marcus D | デジタル | IMPERIAL RECORDS |              |          |
| 2022年11月23日 | サヨナラ                                   | デジタル | IMPERIAL RECORDS |              |          |
| 2023年8月16日  | MAKE LOVE                                  | デジタル | IMPERIAL RECORDS |              |          |
| 2023年8月23日  | たぶん、きっと、ぜったい                   | デジタル | IMPERIAL RECORDS |              |          |
| 2024年11月27日 | デコレーション                             | デジタル | IMPERIAL RECORDS |              |          |
| 2025年7月23日  | 真昼のランデヴー                           | デジタル | IMPERIAL RECORDS |              |          |

### 参加楽曲
| 発売日         | 曲名                            | 規格      | 収録作品                               | レーベル              | 備考 |
| -------------- | ------------------------------- | --------- | -------------------------------------- | --------------------- | ---- |
| 2019年9月27日  | やや群青                        | デジタル  | 堂島孝平「BLUE FANTASIA」              | VILLAGE MUSIC         |      |
| 2023年5月17日  | space feat. 竹内アンナ          | デジタル  | claquepot「space feat. 竹内アンナ」    | SPACE SHOWER MUSIC    |      |
| 2024年12月25日 | お好きにどーぞ! feat.竹内アンナ | EPCE-7893 | 竹内朱莉「愛だろ、やっぱ!/泣いてOVER」 | zetima/UP-FRONT WORKS |      |

## タイアップ
| 楽曲              | タイアップ                                                     | 起用年 |
| ----------------- | -------------------------------------------------------------- | ------ |
| Free! Free! Free! | CBCテレビ『メイプル超音楽』1月度エンディングテーマ             | 2019年 |
| SUNKISSed GIRL    | ダイソーコスメ「IT GIRL」WEB-CMソング                          | 2019年 |
| 20 -TWENTY-       | FM高知『Shake! Shake! Shake!』7月度エンディングテーマ          | 2019年 |
| 20 -TWENTY-       | ラジオ関西『北原ゆかの”Landing radio”』9月度エンディングテーマ | 2019年 |
| RIDE ON WEEKEND   | WOWOWオリジナルドラマ『有村架純の撮休』主題歌                  | 2020年 |
| B.M.B             | ラジオ関西『PUSH』オープニングテーマ                           | 2020年 |
| B.M.B             | TOKYO MXドラマ『スポットライト』8-10話 主題歌                  | 2020年 |
| Love Your Love    | J-WAVE「MUSIC LOVERS ONLY PROJECT」キャンペーンソング          | 2020年 |
| +imagination      | カンテレ／フジテレビ『セブンルール』インフォマーシャルソング   | 2020年 |
| 手のひら重ねれば  | 日本テレビ『スッキリ』3月度エンディングテーマ                  | 2022年 |
| Bye Bye, Hello    | 「森ノ宮医療大学」CMソング                                     | 2023年 |
| THANK ME          | ロゼット株式会社『夢みるバーム』Web-CMソング                   | 2023年 |
| BREAK MY CASE     | 株式会社coly スマートフォンゲーム『ブレイクマイケース』主題歌  | 2023年 |
| デコレーション    | ホクレン Webドラマ『恋するキッチンカー』主題歌                 | 2025年 |

## 楽曲提供
- TOKYO FM『Blue Ocean』ジングル制作・歌唱（2019年4月1日オンエア開始）
- J-WAVE NEWジングル制作・歌唱[68]（2020年2月10日オンエア開始）
- FM802『THE NAKAJIMA HIROTO SHOW 802 RADIO MASTERS』ジングル制作・歌唱（2020年11月2日オンエア開始）
- KinKi Kids『O album』収録「感情愛情CRAZY[69]」作詩・作曲（2020年12月23日リリース）
- 伊藤美来『Rhythmic Flavor』収録「BEAM YOU[70]」作詞（2020年12月23日 リリース）
- UNCHAIN『Animal Effect』収録「Touch My Soul」作詞・コーラス（2021年3月31日 リリース）
- 伊藤美来「No.6」収録「気づかない? 気づきたくない?」作詞・作曲・ギター（2021年4月28日リリース）
- 菅沼千紗『菅沼千紗の魅力に落ちる放送』テーマソング制作
- 坂本真綾『記憶の図書館』収録「discord」作曲（2023年5月31日リリース）[71]
- SBSラジオ『高木マーガレットのMO-E-KA！』ジングル制作（2023年4月9日オンエア開始）
- A.B.C-Z『君じゃなきゃだめなんだ』(通常版)収録「STELLAR」作詞・作曲・編曲（2024年6月5日リリース）

## ミュージックビデオ
| 公開日     | 監督                                      | 曲名                                              | 備考           |
| ---------- | ----------------------------------------- | ------------------------------------------------- | -------------- |
| 2018/07/25 |                                           | ALRIGHT                                           |                |
| 2019/01/23 |                                           | Free! Free! Free!                                 |                |
| 2019/06/26 |                                           | 20 -TWENTY-                                       |                |
| 2019/08/23 |                                           | SUNKISSed GIRL                                    |                |
| 2019/11/27 | Genki Nishikawa                           | B.M.B                                             |                |
| 2019/12/14 | 中野潤                                    | B.M.B                                             | リリックビデオ |
| 2020/03/18 |                                           | RIDE ON WEEKEND                                   |                |
| 2020/10/07 | Yudai Tanaka                              | Love Your Love                                    |                |
| 2020/10/18 | Yudai Tanaka                              | +imagination                                      | リリックビデオ |
| 2020/11/23 | Nana Ueda                                 | Striking gold                                     |                |
| 2021/06/26 |                                           | ALRIGHT -Acoustic Session-                        |                |
| 2021/07/10 |                                           | SUNKISSed GIRL -Acoustic Vacation-                | リリックビデオ |
| 2021/07/24 |                                           | Love Your Love -Acoustic Motion-                  | リリックビデオ |
| 2021/08/08 | Emiri Torihata                            | ICE CREAM. (YouTube edition)                      |                |
| 2021/11/10 | Shun Murakami                             | Now For Ever (with AFRO PARKER) (YouTube edition) |                |
| 2022/02/19 | 鳥畑恵美莉                                | 手のひら重ねれば                                  |                |
| 2022/03/24 |                                           | YOU+ME=                                           | リリックビデオ |
| 2022/04/16 |                                           | Hand in Hand                                      |                |
| 2022/07/02 |                                           | 泡沫SUMMER                                        |                |
| 2022/10/07 | 青池良輔(アニメーション) 黄身子(イラスト) | あいたいわ                                        | リリックビデオ |
| 2022/10/26 | 青池良輔(アニメーション) 黄身子(イラスト) | made my day feat. Takuya Kuroda / Marcus D        | リリックビデオ |
| 2022/11/23 | 青池良輔(アニメーション) 黄身子(イラスト) | サヨナラ                                          | リリックビデオ |
| 2023/02/22 |                                           | WILD & FREE                                       |                |
| 2023/03/30 |                                           | 生活                                              |                |
| 2023/08/24 | 鳥畑恵美莉                                | たぶん、きっと、ぜったい                          |                |
| 2024/03/20 | 鳥畑恵美莉                                | 最幸のふたり                                      |                |

## 出演

### ラジオ
【レギュラー】
- TOKAIRADIO×TSUTAYA LIFESTYLE MUSIC 929（2018年 - 2019年、東海ラジオ）※火曜日後半を担当[72]
- 女が音楽を始めるときはモテたいからじゃない（2020年 - 2021年、文化放送）※毎月第2週を担当[73]
- on air with TACTY IN THE MORNING（2020年12月 - 2021年3月、FM802）※毎月テーマに沿ったオリジナル曲を披露
- ALL GOOD FRIDAY（2021年2月、J-WAVE）※「COVER ME」企画の2月担当
- 週刊ヤングフライデー（2023年10月 - 2023年12月、MBSラジオ）※シーズンパートナーとして3ヶ月間出演

### テレビ
- 2018年8月19日（日）24:30 -  フジテレビ系列｢Love music｣
- 2018年8月29日（水）25:58 - TBS「ライブB♪」
- 2018年10月30日（水）23:30 -  BS日テレ「イマウタ」
- 2019年2月5日（火）24:59 -  名古屋テレビ｢BomberE M.ナイト｣
- 2019年3月22日（金）11:35 -  テレビ東京「月～金お昼のソングショー ひるソン!」
- 2019年7月28日（日）24:05 -  NHK総合｢シブヤノオト｣
- 2019年8月27日（火）24:53 -  名古屋テレビ｢BomberE｣
- 2020年4月22日（水）23:45 -  NHK総合｢Uta-Tube｣
- 2020年9月1日（火）23:30 -  TOKYO MX「スポットライト」第9話「フォトジェニック」※ウエイトレス役としてカメオ出演[74]
- 2020年9月28日（月）〜10月2日（金）23:30 -  テレビ神奈川「関内デビル」
- 2020年12月19日（土）20:00 - SPACE SHOWER TV「大阪文化芸術フェス presents OSAKA GENKi PARK DAY1／DAY2」
- 2021年2月7日（日）13:00 -  BS朝日「J-WAVE TOKYO GUITAR JAMBOREE 2020 RETURNS supported by 奥村組」
- 2021年3月15日（月）24:30 - フジテレビ系列｢Love music｣
- 2021年4月12日（月）26:55 - テレビ東京「プレミアMelodiX！」
- 2021年6月26日（日）18:00 - フジテレビ系列「MUSIC FAIR」
- 2021年11月6日（土）25:00 - BSフジ「＜MUSIC:S＞MUSIC FUN! IVY」
- 2022年8月29日（月）19:00 - TBS系列「CDTVライブ!ライブ!」
- 2023年2月19日（日）24:30 - フジテレビ系列｢Love music｣
- 2024年3月22日（金）25:30- BS朝日「トーキョーギタージャンボリー2024 第二夜・夜桜月見の宴」